# Martin Kobylański
Martin Kobylański é um futebolista alemão naturalizado polonês que atua como atacante. Atualmente, joga no Union Berlin, emprestado pelo Werder Bremen.